# Menthidae
Menthidae (лат.) — семейство псевдоскорпионов из подотряда Iocheirata.
12 видов.

## Описание
Размеры мелкие, около 2 мм. Небольшая группа с несколькими уникальными характеристиками. Карапакс прямоугольный, его длина больше, чем ширина. Есть два или четыре глаза. Брюшко удлиненное, с нерасчлененными тергитами и стернитами. Карапакс и тазики ног I и II сильно склеротизованы, тогда как брюшко и тазики ног III и IV лишь слабо склеротизованы. Между тазиками ног II и III имеется своеобразный сустав на уровне заднего края карапакса; очевидно, это позволяет телу легко сгибаться в этой точке. На неподвижном пальце хелицер пальп имеется 11 или 12 трихоботрий вместо обычных 8. Ядовитый аппарат развит только в неподвижном пальце. Все ноги диплотарсальные, бёдра III и IV ног короткие и толстые.
Встречаются под камнями в пустынных районах.
Семейство спорадически распространено в ксерических местообитаниях по всему миру. Menthus встречается на юго-западе США и в Мексике, Oligomenthus — в Чили и Аргентине, Paramenthus — на Ближнем Востоке и острове Сокотре, Pseudomenthus — на Сокотре, а Thenmus — в северной Австралии.

## Классификация
Описано 12 видов и 5 родов.
- Menthus J.C. Chamberlin, 1930

- Menthus californicus J.C. Chamberlin, 1930 — Калифорния
- Menthus gracilis (Banks, 1909) — Мексика
- Menthus mexicanus Hoff, 1945 — Мексика
- Menthus rossi (J.C. Chamberlin, 1923) — Мексика

- Oligomenthus Beier, 1962

- Oligomenthus argentinus Beier, 1962 — Аргентина
- Oligomenthus chilensis Vitali-di Castro, 1969 — Чили

- Paramenthus Beier, 1963

- Paramenthus nanus Mahnert, 2007 — Сокотра, Иран
- Paramenthus shulovi Beier, 1963 — Израиль

- Paramenthus Beier, 1963[5]

- Pseudomenthus spinifer Mahnert, 2007 — Сокотра (Йемен)
- Pseudomenthus uniseriatus Mahnert, 2007 — Сокотра

- Thenmus Harvey, in Harvey & Muchmore 1990

- Thenmus aigialites Harvey, in Harvey & Muchmore 1990 — Квинсленд (Австралия)
- Thenmus augustus Harvey, 2006 — Западная Австралия